# Grischa Filipow
Georgi (Grischa) Stanschew Filipow (bulgarisch Георги (Гриша) Станчев Филипов) (* 13. Juli 1919 in Stachanow, Gouvernement Jekaterinoslaw, Ukrainische SSR; † 2. November 1994 in Sofia) war ein bulgarischer Politiker und Ministerpräsident.

## Leben

### Studium, Parteifunktionär und Inhaftierung
Filipow verbrachte seine Jugend in der Ukraine und absolvierte dann ein Studium der Mathematik und Physik an der Kliment-von-Ohrid-Universität Sofia, das er mit der Graduierung abschloss. Bereits als Student war er aktives Mitglied der Kommunistischen Jugendunion. 1940 trat er in die damals noch illegale Bulgarischen Kommunistischen Partei (BKP) (Balgarska Komunisticeska Partija) ein und wurde noch im gleichen Jahr Mitglied des Vorstandes der BKP in der Oblast Lowetsch.
Während der Herrschaft von Zar Boris III. wurde er 1941 wegen seiner verbotenen kommunistischen Aktivitäten zu einer fünfzehnjährigen Haftstrafe verurteilt. Nach dem Putsch der Vaterländischen Front vom 9. September 1944 wurde er aus der Haftstrafe entlassen und setzte seine Funktionärstätigkeit fort.

### Volksrepublik Bulgarien
Nach der Gründung der Volksrepublik Bulgarien am 15. September 1946 stieg er innerhalb der Nomenklatura der BKP und der Regierung auf. 1947 war er zunächst für kurze Zeit Mitarbeiter des Industrieministeriums. Zwischen 1948 und 1951 absolvierte er dann ein Studium der Wirtschaftswissenschaft und des Handels in Moskau. Nach seiner Rückkehr aus der Sowjetunion wurde er 1951 Mitarbeiter der Staatlichen Plankommission und von 1957 bis 1958 deren amtierender Vorsitzender. 1958 folgte seine Wahl zum Kandidaten und dann 1962 zum Mitglied des Zentralkomitees (ZK) der BKP. Von 1962 bis 1966 war Filipow erneut amtierender Vorsitzender der Staatlichen Plankommission. 1966 wurde er zum Abgeordneten der 5. Großen Nationalversammlung gewählt, der er dann bis zur 9. Wahlperiode 1990 angehörte. Zugleich wurde er 1966 Vorsitzender der Wirtschaftsreformkommission und als solcher auch Mitglied des Ministerrates. Nach den Ereignissen des Prager Frühlings in der Tschechoslowakei wurde diese Kommission  aufgelöst. Filipow blieb jedoch Mitglied des Ministerrates.
1971 wurde er Sekretär des Zentralkomitees der BKP und Mitglied des neu geschaffenen Staatsrates. Zugleich erfolgte seine Wahl zum Mitglied des Politbüros des ZK. Damit gehörte Filipow dem engsten Führungsgremium der BKP an.

### Ministerpräsident und Ende der Volksrepublik
Am 16. Juni 1981 wurde er vom Vorsitzenden des Staatsrates und Generalsekretär des ZK, Todor Schiwkow, als Nachfolger von Stanko Todorow zum Vorsitzenden des Ministerrates ernannt. Trotz dieses Amtes verlor er jedoch 1982 seine Mitgliedschaft im Politbüro. Während seiner Amtszeit als Ministerpräsident konzentrierte er sich im Wesentlichen auf die Reformierung der Wirtschaft, während er politische Reformen außer Acht ließ. Am 21. März 1986 wurde er im Amt des Ministerpräsidenten von Georgi Atanassow abgelöst. In dessen Regierung wurde er Vorsitzender der Kommission für Sozioökonomische Entwicklungen. Zugleich wurde er wieder zum Mitglied des Politbüros des ZK gewählt. Am 17. August 1987 legte er der Großen Nationalversammlung einen Wirtschaftlichen Reformplan vor, der vom Parlament einstimmig verabschiedet wurde, zumal die Wirtschaft sich seit Anfang der 1980er Jahre reformbedürftig war.
Am 3. Februar 1990 verlor er nach der Ablösung von Ministerpräsident Atanassow seine Ämter. Am 24. April 1990 wurde er aus der zur Balgarska Sozialistitscheska Partija (BSP) umbenannten BKP ausgeschlossen.
Nach der Gründung der Republik Bulgarien am 15. November 1990 wurde er verhaftet und wegen des Missbrauchs von Staatsgeldern angeklagt. Filipow verstarb jedoch noch vor Prozessbeginn in der Haft.